# 日本電視台
日本電視放送網株式會社（日语：／ Nippon Terebi Hōsōmō Kabushiki kaisha ?），通稱日本電視台（日本テレビ），簡稱日視（日テレ）、，為日本一家以關東廣域圈為播放區域的無線電視台，也是日本第一家商業電視台，遙控器號碼自開播以來一直是4頻道。日本電視台是聯播網NNN（負責新聞節目）及NNS（負責新聞以外的節目）的核心局。這兩家聯播網覆蓋了日本除沖繩縣以外的全部地區。日本電視台現在是日本電視控股的全資子公司。該公司除了無線電視之外，還持有衛星數位電視頻道BS日本:77。此外同為日本電視控股全資持股的衛星電視公司CS日本旗下的日本電視台+和日本電視台G+，以及NTV NEWS24播出的節目也由日本電視台製作。
日本電視台的創建人是日本報業巨頭、曾任讀賣新聞社社長的正力松太郎。因此日本電視台和讀賣新聞社之間有著密切的關係，讀賣新聞集團一直是日本電視台最大股東。隨著日本電視台在2012年導入廣播控股公司制度與業務分割，日本電視台成為日本電視控股的全資子公司，讀賣新聞集團則成為日本電視控股的最大股東。雖然日本電視台是日本第一家民營電視台，但其收視率曾長期被TBS電視台和富士電視台壓制；在1994年奪得收視率「三冠王」之後，日本電視台收視率長期處於日本無線電視各台上游，在日本電視業界有著舉足輕重的地位。

## 企業標誌
日本電視台在1953年開台時，以英文「NTV」作為企業商標，並在彩色電視開播之後製作了第一版商標的彩色版。該標誌由東京藝術大學助教授高田正二郎製作:54。2003年，日本電視台啟用新的企業商標，左側是日本電視台吉祥物「Nandarō」（後述），右側是日本電視台的日語簡稱。「日」字中間的橙色圓形象徵太陽，意味著挑戰精神；字體採用金色，象徵傳統和光榮:54。該商標由日本電視台宣傳部員工布村順一設計:54。
1978年，在慶祝開台25周年之際，日本電視台在企業商標之外，導入了象徵標誌:54。這一標誌以日本電視台的「日」（太陽）加上以麥卡托投影法表現的地球為設計概念，象徵日本電視台引領電視業界的姿勢:54。標誌顏色採用藍色，象徵澄清的天空:90。這一標誌是從公司內募集產生，標誌的設計者是美術部員工沓澤昌弘:54。1992年8月28日，日本電視台為紀念開台40周年，邀請吉卜力工作室宮崎駿導演設計的吉祥物正式登場。此吉祥物形態像一頭豬，擁有好奇心、創造力和努力向前的性格:54。吉祥物的名字是從觀眾提名活動而募集，並從51,026個名字票選得來，叫做「Nandarō」（なんだろう），意為「這是什麼來的？」:113-114。「Nandarō」原本只會使用一年，但因為受到觀眾歡迎，因此在2009年「DA BEAR」（ダベア）啟用之前，一直做為日本電視台的吉祥物，並同時成為日本電視台的第二代象徵標誌:54。
2013年1月1日，日本電視台在開台60周年系列活動之際推出活動標誌，主要以設計字體書寫三字，其中的以阿拉伯數字的「0」表現，有從零開始、重新出發之意。設計的靈感取自於電視畫面上的時間表示。開台60周年活動結束後，該標誌從2014年起成為第三代企業商標。2023年，為紀念開台70週年，日本電視台啟用了限期一年的紀念商標。

日本電視台第一代企業商標（1953年—1978年）
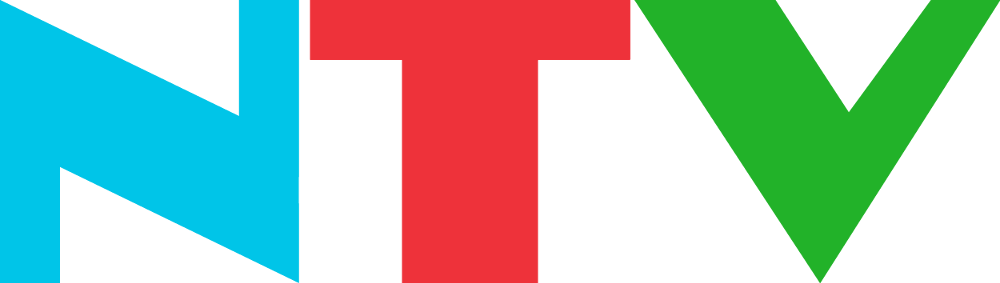
日本電視台第一代企業商標的彩色版
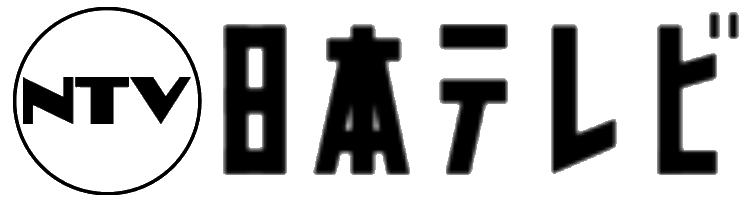
日本電視台第一代英文及日文标识组合体（左侧的“NTV”英文标识使用时间为1953年-1978年；右侧的日文文字标识使用时间为1953年-2003年）
日本電視台第二代企業商標（2003年7月—2012年12月31日）
日本電視台第三代企業商標（2014年1月1日—迄今）

日本電視台第一代象徵標誌（1978年—2003年7月）
日本電視台第二代象徵標誌是圖中左側的（2003年7月—2012年12月31日）
日本電視台60周年標誌（2013年全年）

## 歷史

### 啟播準備及開播初期
1951年，在日本首家民營廣播中部日本放送及每日放送開始播出節目，以及電視在美國逐漸普及之後，日本國內也開始出現創建民營電視台的呼聲:9。同年9月，讀賣新聞社社主正力松太郎積極在報社、銀行等各業界籌資8億日元，并正式提出了「正力微波構想」:13。在這一構想中，正力計劃，在東京、大阪、名古屋建設攝影棚，製播電視節目；並在開播後1年之內在日本全國22地設立轉播站，通過微波令電波覆蓋日本全國:86。同年10月2日，日本電視台正式申請電視執照:14，這一舉動迅即引發巨大反響，並使公共廣播機構日本放送協會（NHK）及東京電台、中部日本放送等5家民營企業也開始著手申請獲得電視執照:14-15。雖然日本電視台和NHK之間圍繞日本第一個電視播出執照之間展開了極為激烈的攻防:42-43，但電波監理委員會在1952年7月31日決定授予日本電視台播出執照，而NHK及東京電台的申請則被暫時保留，使得日本電視台成為日本第一家獲得電視播出執照的企業:23-24。獲得播出執照之後，日本電視台即在東京千代田區二番町購買用於建設總部大樓的土地（即現在的日本電視台麴町分室），著手開始準備播出節目:26-27。但由於日本電視台訂購的各類機械的生產公司美國無線電公司（RCA）供貨延期，日本電視台的開播時期比預定計劃大幅延遲，使得在日本電視台之後獲得播出執照的NHK反而率先開始播出電視節目:30-31。
1953年8月24日，日本電視台開始進行試播:35。4天之後的8月28日，日本電視台正式開播:35。第一天的節目表如下:39：
| 播出時間 | 節目 |
| -------- | --- |
| 10:00    | 檢驗圖 |
| 11:20    | 開始播映。開始的第一句聲音是：「JOAX-TV，這裡是日本電視台」（JOAX-TV、こちらは日本テレビでございます），由主播結城雅子播報:67。亦是開播及收播短片《鴿子的假期》首次播出。    |
| 11:20    | 播映「啟播紀念儀式」的現場實況（由時任内閣總理大臣吉田茂致啟播賀辭）。                                                                |
| 11:50    | 祝賀舞蹈「壽式三番叟」 |
| 12:00    | 播放由精工舍贊助的中午報時信號，也是日本第一條電視廣告:40。但由於人為失誤，這條廣告播出時未有播出聲音，成為日本第一次电视播出事故:5。 |
| 12:00    | 歌的祭典 |
| 12:30    | 記錄電影《上代的彫刻》 |
| 13:00    | NTV新聞・天氣預報（到這裡暫時停止播映，播映測試檢驗圖。）                                                                             |
| 17:30    | 再次開始播出。播映舞蹈《日本南方民謠集》。                                                                                            |
| 17:40    | 電視浮世亭 |
| 17:55    | 演奏會 |
| 18:10    | 國際新聞 |
| 18:20    | 週間電視新聞 |
| 18:40    | 記録電影《天龍川》 |
| 19:00    | 花競祝寫繪 |
| 19:45    | 直播劇場「紐約幻想曲」（會場：帝國劇場）                                                                                              |
| 21:00    | 「啟播紀念儀式」的錄影片段 |
| 21:15    | 電視新聞 |
| 21:30    | 收播 |

在日本電視台開播之初，由於價格高昂，電視機並未普及；因此，日本電視台在關東地方各地設置了55台街頭電視，試圖擴大廣告效果:36。這一措施取得巨大成功。在街頭電視播出日本職棒、格鬥技、大相撲等體育節目時，甚至能吸引8,000至10,000名群眾聚集觀看:43。據NHK放送文化研究所的調查，1955年時，家中沒有電視的民眾中有30%在過去的一個月之內為了觀看街頭電視而外出，男性的話這一比例更高達45%:374。日本電視台利用其和職棒球隊讀賣巨人同屬讀賣新聞集團這一優勢，壟斷播出巨人的主場比賽，並因此獲得收視優勢:46-47。日本電視台還在其用於發射信號的高154公尺的鐵塔的55公尺和74公尺處設立兩個觀景台，免費開放民眾參觀，使得鐵塔一度成為東京著名的觀光景點:12-13。
1954年3月開始，日本電視台在開播7個月之後就實現收支穩定盈餘:50-51。然而另一方面，由於郵政省將日本電視台的播出許可範圍限定在關東地方，正力松太郎的一台覆蓋日本全國的構想並未實現:88。讀賣新聞集團因此在大阪以讀賣電視台名義另外申請電視執照:52。1955年，正力松太郎因當選眾議院議員而辭去日本電視台社長職務，但仍對日本電視台有巨大影響:59-61。為了應對不斷擴大的業務量，日本電視台的員工人數從開播時的197人增加到1956年底的357人，總部大樓也在同年進行了擴建:61-63。日本電視台還自1956年8月19日開始在晨間播出電視節目，開創日本電視界先河:75。

### 聯播網的確立及彩色電視開播

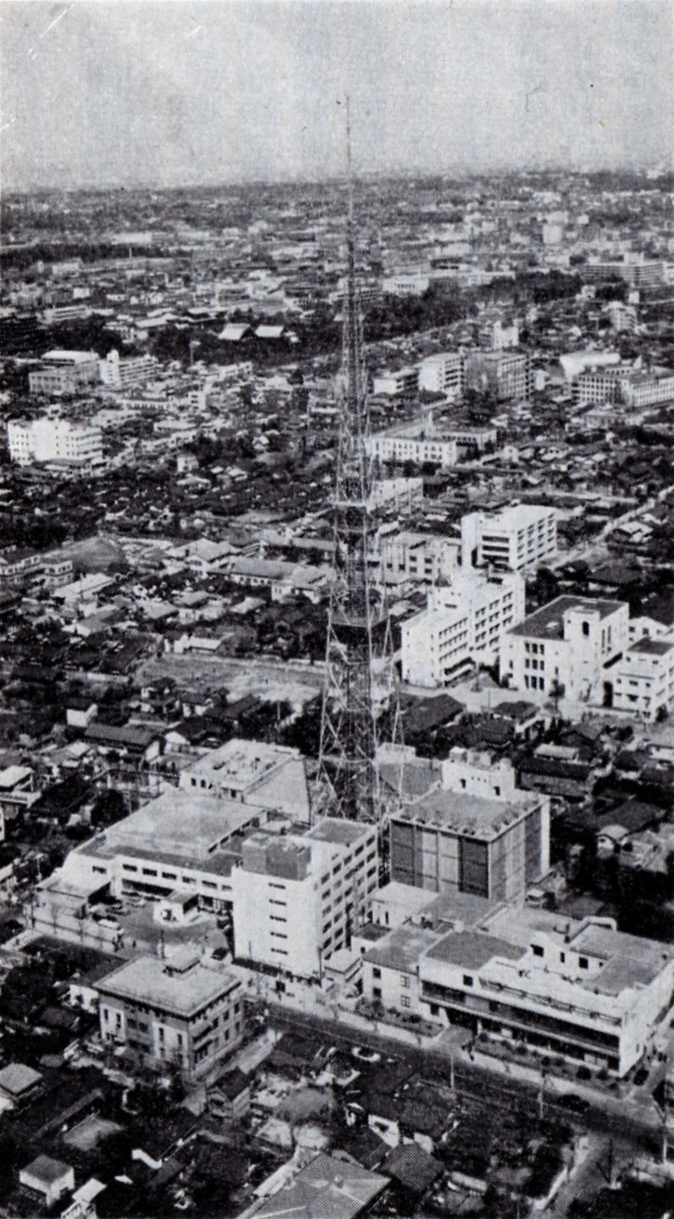
1961年時的日本電視台總部

1950年代後期，隨著郵政省大量發出新的電視執照，讀賣新聞社及日本電視台開始在關東地方以外地區開設電視台:97。1958年8月28日，讀賣電視台開播，標誌日本電視台開始進軍近畿地方:99。但日本電視台由於和讀賣新聞社之間的關係過於緊密，在擴展聯播網時遭到地方報社的抵制，聯播網的擴大速度也和報社色彩相對較淡的TBS系列相比相對較慢:89。在TBS於1959年率先結成JNN之後:15，日本電視台也在1966年4月創辦了日本第二家電視聯播網NNN，創始成員共有19家加盟電視台:21-22。1972年，日本電視台又成立了NNS（日本電視網協議會），加強了聯播網內各台在非新聞節目領域的合作:213。隨著1969年福岡放送開播、以及札幌電視台和中京電視台在1970年代初期退出其他聯播網，日本電視台的聯播網成功覆蓋日本各主要都市圈:216。日本電視台和和位於主要都市圈的札幌電視台、中京電視台、讀賣電視台、福岡放送簽訂了五社協定，以加強聯播網內節目製作體制及合作:68-69。1959年9月15日，日本電視台股票在東京證券交易所上市，成為日本第一家股票上市的媒體企業:123。
1957年4月，日本電視台向郵政省申請彩色電視播出執照；同年12月獲得播出許可:105-108。1958年1月，日本電視台在一個月內共播放10.5小時的彩色電視節目:109。1958年，正力松太郎在辭去國務大臣職務之後就任日本電視台會長，再次成為日本電視台的經營者:114。正力在就任會長之後，加大了在彩色電視上的投入。1959年4月，日本電視台轉播了皇太子（現上皇明仁）婚禮，其中部分內容採用彩色轉播，而這場婚禮也成為電視機在日本家庭開始普及的重要契機:14-17。日本電視台還在皇太子婚禮時第一次播出帶廣告的彩色電視節目:127。同年7月，日本電視台完成了日本第一個彩色電視中心:123。1961年，日本電視台的全年彩色節目播出時間已達938小時:129。除了彩色電視之外，黑白電視節目的播出時間也在增加。1963年10月，日本電視台實現從早晨到晚間的無中斷播出:159。
日本電視台曾長期對東京各電視台共用東京塔發射電視信號持消極態度:113。1968年，正力松太郎提出在新宿區東大久保修建高550米的電視塔的構想:193。NHK也就此展開對抗，提出在代代木修建高650米的信號塔的構想:194。但在正力松太郎於1969年逝世後，日本電視台和NHK均同意和東京其他各家電視台同步，將兩台的信號發射設施也統合於東京塔；正力松太郎提出的電視塔構想因此消失:194。

### 1970年代至1990年代初期

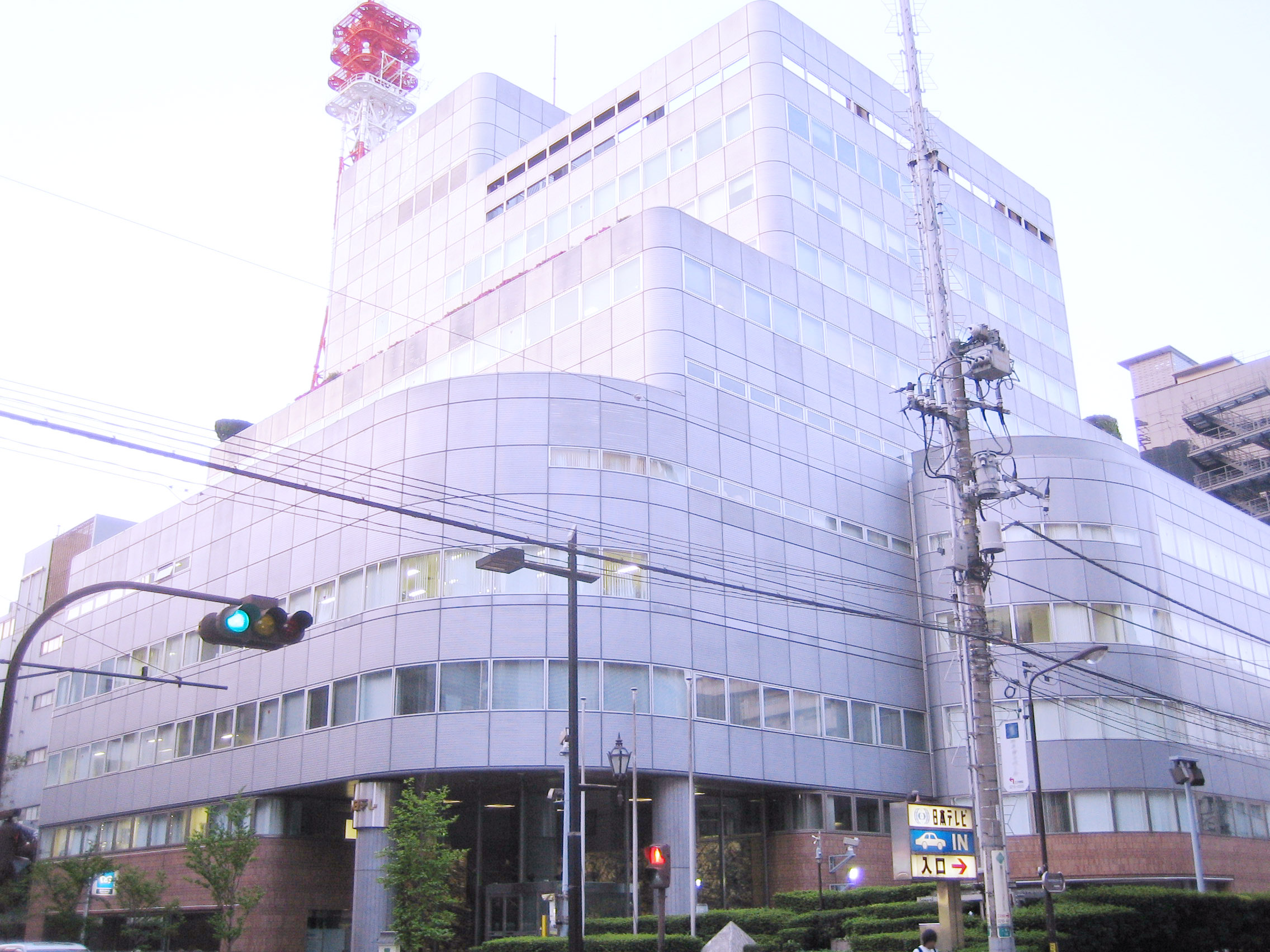
日本電視台麴町分室，在1978年至2003年是日本電視台的總部

正力松太郎去世之後，他的女婿小林與三次成為新的日本電視台經營者:202。小林與三次就任之初，日本電視台在彩色化上取得進展。1970年4月，日本電視台的彩色節目播出時間佔比達76.4%，領先第二位NHK的73%，位居東京各台第一:211。1971年10月，日本電視台實現全部節目彩色播出:211。
但也是在這一時期，因日本經濟蕭條，加上日本電視台被大藏省發現財務數字造假:58，導致日本電視台一度出現赤字:207。日本電視台的收視率也在這一時期出現下降，從1960年代大部分時間和富士電視台爭奪核心局第二位下降至和富士電視台、NET電視台（現朝日電視台）並駕齊驅，被當時有「民放之雄」之稱的TBS拉開差距:318-319。小林因此展開一系列經營改革，推動節目製作業務的外包:63-64，並決定修建新總部大樓；使得日本電視台在1972年實現扭虧為盈:207-208，日本電視台的收視率也開始回升。據Video Research的調查，日本電視台的全天收視率在1970年還位居核心局第四位，但在1974年至1976年超過TBS、登上核心局第一位:114-115；晚間19點至23點的收視率，日本電視台在1976年至1977年超過TBS，領跑各台:114-115。收視率的上升也使日本電視台的財報在這一時期創下開台以來的最好成績:73。日本電視台的節目還開始遠銷海外。1973年的《水滸傳》及1978年的《西遊記》均成功外銷英國廣播公司（BBC）播出:42。
1973年，日本電視台迎來開播20週年，為此在這一年的黃金週舉辦了「日本電視台祭」（日本テレビまつり），吸引超過3萬人參加:226。同樣在這一時期，日本電視台加強了經營的國際化及多樣化。日本電視台在1970年代初期開設了日本電視台音樂（日本テレビ音楽）、聯盟電影（ユニオン映画）、日本電視台服務（日本テレビサービス）、日本電視台高爾夫球場（日本テレビゴルフガーデン）等子公司，增加電視以外業務的收入比例:221-224。1975年，日本電視台和法國國家廣播電視合作舉辦第一屆法國美術賞展（第1回フランス美術賞展），標誌日本電視台開始進軍文化展覽產業，也意味著日本電視台和外國電視企業的合作進入新階段:259。1978年，作為開播25週年紀念事業的一部分，日本電視台又舉辦了波士頓美術館展:287-288。1981年，在教皇若望保祿二世訪日之際，日本電視台提出參與西斯汀小堂壁畫修復事業:70-71；後兩者達成協議，日本電視台承擔壁畫修復的全部費用，並同時製作記錄修復過程的節目且壟斷播出權:90-91。修復工程耗時長達13年，耗資達24億日元:12-13。而日本電視台因此累計製作了時長達280小時的節目，並在修復期間於日本舉辦了兩次梵蒂岡博物館特展:70-71。
日本電視台的收視率在1977年再次被TBS超越:77。作為對策，日本電視台在開播25週年之際播出時間長達一整天的大型特別節目《24小時電視 愛心救地球》:78。該節目以慈善為目的展開募捐活動，引發很大反響並獲得高收視率，播出延續至今且已成為日本電視台最具代表性的節目之一:79。但總的來看，1980年代，在高舉娛樂路線的富士電視台及傳統王者TBS的夾擊下，日本電視台處於收視低潮期:82-83。為此，日本電視台試圖通過延長資訊節目的播出時間及強化棒球轉播來提高收視率:14-15。日本電視台還在1987年開設了新聞頻道NCN（日本テレビケーブルニュース，日本電視台有線新聞），開啟了多頻道時代:92，也是日本第一個專業新聞頻道:85。進入1990年代後，日本電視台的收視率雖有提高，但由於日本泡沫經濟崩潰，廣告收入反而在1992年出現減少:98。另外在1991年，隨著長崎國際電視台加入NNN，日本電視台的聯播網加盟台達到30台，成為日本最大的電視聯播網:82-83。

### 收視率三冠王

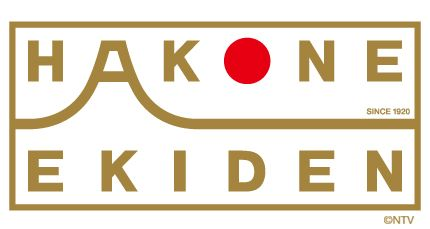
箱根驛傳是日本電視台每年新年的重要節目

1992年，前讀賣新聞社經濟部記者氏家齊一郎接任日本電視台社長:98-99。在氏家出任社長之後，為了提高收視率，日本電視台以重編節目表為中心，進行了一系列戰略變更，確立了整合編排部門及節目製作部門的體制:101-102。日本電視台對當時的收視率王者富士電視台的節目表進行了徹底研究，並針鋒相對的提出諸如晚間23點新聞提前至22點55分播出等措施:104-105，使得日本電視台的全日收視率在1993年和富士電視台並列第一:105。1994年，日本電視台又對晚間黃金時段的節目表進行了變更率達50%的大幅改編，停播平日19點的帶狀節目《追跡》以提高19點時段整體收視率:106，並對週末的節目進行全面改編:108-109。這一系列的改革使得日本電視台在1994年的全日收視率超過富士電視台，黃金時段及晚間時段的收視率亦和富士電視台並駕齊驅，獲得1994年的收視率三冠王:2-5。運用市場營銷手法對節目表進行編排亦是日本電視台成功提高收視率的原因之一，其代表節目是《魔法頭腦力量!!》:13。在2000年，日本電視台更實現其全部聯播網成員獲得收視率三冠王的空前紀錄。日本電視台還將在日本取得成功的節目銷往海外，如《白色之戀》成功在東亞多國播出，成為酒井法子在海外成名的契機:42；《電波少年》曾在香港TVB播出:42；《超級變變變》在台灣民視播出後引發熱烈反響，民視舉辦了台灣預賽，獲勝隊伍來日並登上節目:42-43。
除了收視率之外，日本電視台亦在這一時期開始注重塑造年輕化及時尚的企業形象。啟用「Nandarō」（なんだろう）作為吉祥物，以及開始使用「日視」（日テレ）作為簡稱都是在1990年代初期:114-115。高收視率也帶動了日本電視台的經營業績。2000年，日本電視台的營業額達2,914億日元，獲得民營電視台第一位:131。然而另一方面，由於氏家齊一郎注重電視本業的經營方針，日本電視台在1993年中止了將其在新宿區的所有土地開發為大規模文化設施「NTV廣場」（NTVプラザ）的構想:129-130:88-89。
為了對應衛星電視時代到來，日本電視台在1996年8月開播了日本的民營無線電視台第一個衛星電視頻道CS★日本電視台（CS★日テレ）:133。2000年12月，日本電視台又正式開播了BS日本頻道:133。日本電視台還在1998年開播NNN24頻道，進一步展開多頻道戰略:136。1995年8月28日，日本電視台開設了官方網站:87。

### 總部搬遷至汐留至今

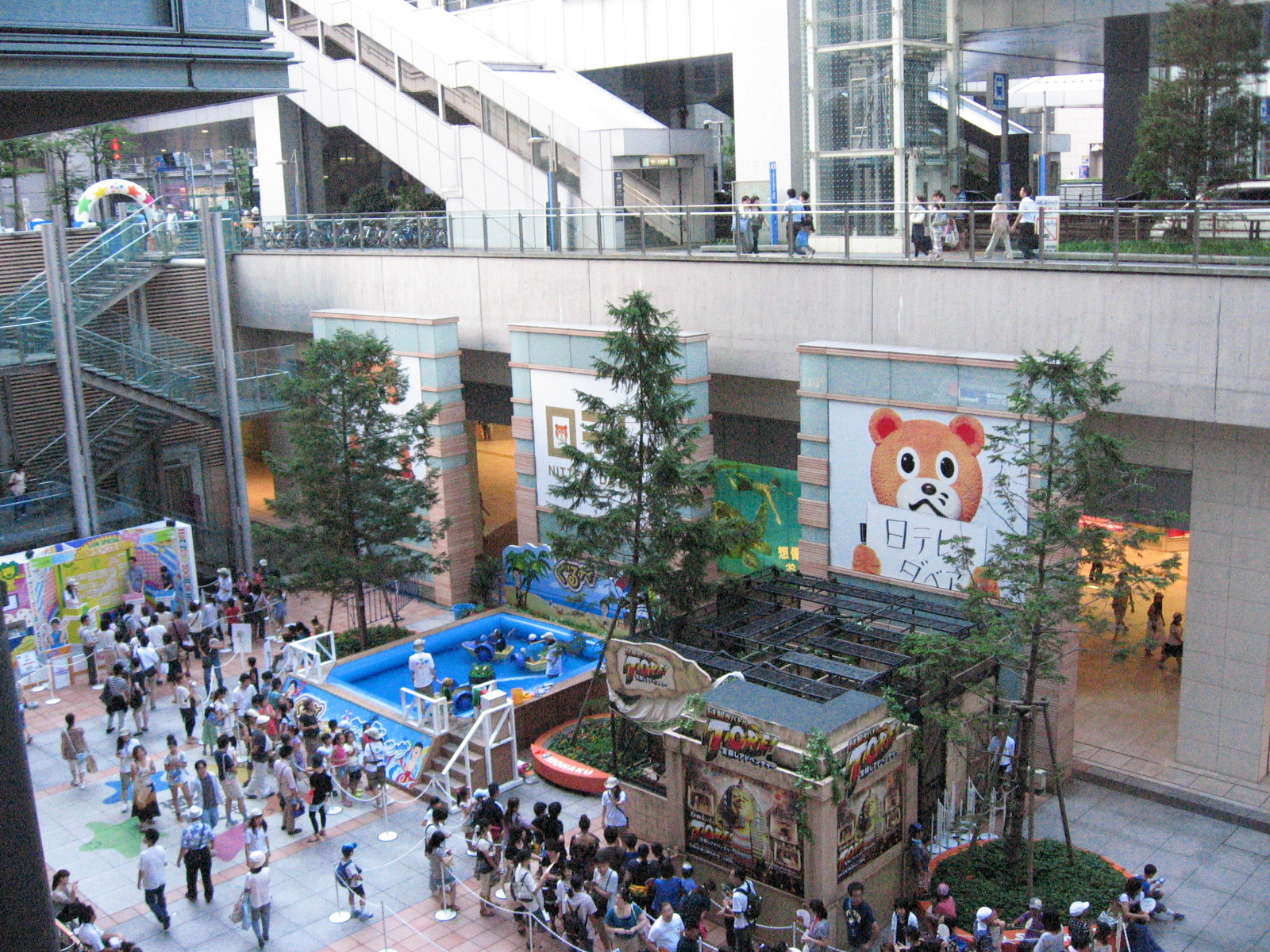
日本電視台在2010年至2014年舉辦的汐博活動

2003年4月30日，日本電視台在港區汐留耗時7年興建的新總部日本電視台大廈舉辦竣工儀式，標誌日本電視台在開播50年之際第一次總部搬離麴町，進入汐留時代:144。然而在同一年10月，日本電視台被爆出其員工用金錢收買收視率被調查戶來提高收視率的事件（後述）。這一事件的衝擊加上日本電視台招牌節目讀賣巨人職棒比賽的收視率年年下降，使得日本電視台自1994年開始維持的收視率三冠王在2004年被富士電視台奪回。此後日本電視台在2006年開始進行為期兩年的節目表大調整，試圖令收視率回升，並部分取得成效。2008年，日本電視台在開播55週年之際舉辦了「雷諾瓦+雷諾瓦展」，並且播出了一系列紀念節目。
日本電視台自2003年12月1日開始播出數位電視，並於2011年7月24日停止播出類比電視訊號，全面進入數位電視時代。同樣在2011年，日本電視台憑藉《家政婦女王》等高收視率節目時隔8年重新獲得家庭收視率三冠王。翌年日本電視台導入廣播控股公司制度。雖然在2012年度和2013年度，因朝日電視台獲得晚間時段收視冠軍，日本電視台未能延續三冠王。但在2014年度，日本電視台重奪家庭收視率三冠王。隨著收視率的提高，日本電視台的廣告收入也有增加。2015年度，日本電視台的營業額超過富士電視台，獲得民營電視台第一。從2013年12月開始到2018年9月，日本電視台連續58月獲得家庭收視率三冠王，創下核心局史上新紀錄。至2019年，日本電視台已連續6年獲得家庭收視率三冠王。但近年日本電視台的招牌節目《阿Q冒險中》亦被爆出過造假事件。日本電視台亦持續投入美術展等文化事業。2012年，日本電視台和羅浮宮美術館簽訂合作協議。羅浮宮美術館將在2018年至2034年和日本電視台合作，每4年在日本舉辦一次大型美術展。2018年舉辦的羅浮宮美術展吸引了超過67萬人參觀。
為了因應網路媒體的日益興起，日本電視台在2005年推出了隨選視訊服務第2日本電視台。2014年，日本電視台併購了美國視頻網站Hulu在日本的業務，強化在網路平台的投入。日本電視台近年還在Hulu上獨家播出部分電視劇未在無線電視上播出的內容，但也引發觀眾批評。日本電視台在2015年參與了五大核心局共同創建的影片點播服務TVer。2020年，日本電視台和普華永道合作開發了利用人工智能預測個人收視率的系統，並將其應用在電影節目《週五電影院》的購片選擇上。同年日本電視台試驗在網路實時播出無線電視的節目，加強在網路平台上的投入。這項服務於2020年10月開始在TVer上推出，由日本電視台和讀賣電視台、中京電視台共同進行，對象包括在晚間黃金時段播出的共32個節目。2021年10月開始，日本電視台正式開始在網路上同步播出無線電視在每晚7時至11時播出的節目。2022年，日本電視台以全日3.7%、黃金時段5.9%、晚間時段5.5%的個人收視率連續12年奪得個人收視率三冠王。家庭收視率則在黃金時段獲得第一。

## 節目

### 新聞節目
在開播之初，日本電視台每天播出12:30至12:40和19:00至19:15兩檔新聞:65。當時日本電視台只有6名記者，因此部分新聞節目由報社製作:65。1956年，隨著電視播出時間的延長，日本電視台開始在早晨7點和8點各播出一節新聞，並製作播出《新聞展望》、《婦女新聞》等面向特定觀眾群的節目:66-67。1966年，日本電視台播出了日本民營電視界第一個全彩色新聞節目《NNN廣角新聞》:22。1967年，日本電視台開設了其第一個海外支局紐約支局:84。此後日本電視台在1970年代大幅擴充了其海外取材網，並在莫斯科、北京等共產主義國家的城市亦開設了支局:84。1972年2月，日本電視台播出淺間山莊事件新聞特別節目，其時長達9小時且未播出廣告:31。1995年的阪神·淡路大地震時，日本電視台亦動員超過300名記者，連續兩天播出新聞特別節目:6-7。2011年東日本大震災時，日本電視台亦在地震後連續播出了時長達61小時的無廣告特別新聞節目。
受到富士電視台《FNN Super Time》取得成功的影響，日本電視台自1986年開始在傍晚播出一小時的新聞節目《NNN LIVE ON NETWORK》:26。不同於以往嚴肅的新聞節目，該節目及其後繼節目《NNN NEWS PLUS 1》均強調娛樂性:26。真山勇一和木村優子在1992年就任主持之後，《NNN NEWS PLUS 1》注重美食等軟性話題的傾向更加明顯，但這也引發新聞節目低俗化的批評:20-21。現在日本電視台傍晚的新聞節目《news every.》自2010年開始播出，在近年穩居各台傍晚新聞收視率冠軍。
1955年10月4日，日本電視台開始播出《NNN今日事件》節目。這個節目最初在晚間21點播出，時長只有5分:66。隨後該節目的播出時間逐漸推遲至23點時段，播出時長則曾延長至約一個小時，成為日本電視台夜間主要的新聞節目:142-143。1980年，《NNN今日事件》開始啟用女性主持人，成為日本第一個啟用女性主持人的夜間新聞節目:47。該節目率先播出過昭和天皇病重:22、藥害愛滋事件:29等獨家新聞。《今日事件》一直播出至2006年，成為日本電視史上播出時間最長的新聞節目:12。2006年，《news zero》成為日本電視台新的深夜新聞節目。該節目率先啟用傑尼斯事務所藝人櫻井翔作為新聞節目主持人，並且報道局以外的部門亦有參與該節目的製作，使節目內容及演出手法均更加多樣化:23。但新聞節目和綜藝節目之間界限模糊的現象亦引發了2008年《真相報道 番記者!》的誤報岐阜縣廳賄賂事件，導致時任日本電視台社長久保伸太郎辭職。
1955年2月27日，日本電視台播出了第27屆日本眾議院議員總選舉特別節目，這是日本電視台第一次播出選舉特別節目:96。在1986年的第38屆日本眾議院議員總選舉及第14屆日本參議院議員通常選舉同日選舉時，日本電視台自投票當天早晨8:30播出了長達10小時的選舉特別節目:28。

### 資訊節目
晨間的資訊節目是日本電視台的優勢領域之一。1979年，日本電視台開始播出《Zoom in!!朝!》。該節目著重於通過直播來介紹日本各地的訊息，並製作了「Wicky的英語會話」（ウィッキーさんのワンポイント英会話）等特色單元:62-63。雖然《Zoom in!!朝!》第一期的收視率雖然只有2.7%:146，但此後逐漸上升，在1983年獲得民營電視台中第一位，又在1994超過NHK的《早安日本》，成為日本收視率最高的晨間電視節目，為日本電視台在這一年獲得收視率三冠王貢獻良多:147。而1992年開始播出的《日本朝6》同樣獲得高收視率，並帶動7點的《Zoom in!!朝!》維持高收視率:59。2001年，為應對富士電視台《鬧鐘電視》的追擊，日本電視台統合《日本朝6》和《Zoom in!!朝!》兩個節目，新設《Zoom in!!SUPER》，並維持其收視率仍處於前列水準:66。2011年開始，《ZIP!》成為日本電視台新的晨間資訊節目，亦是第三代「Zoom in」系列節目，在播出一年後收視率即從7%上升到9.2%。現在《ZIP!》也是日本晨間資訊節目收視冠軍的主要爭奪者。2023年開始，《ZIP!》的播出時間延長為3小時10分。
日本電視台進軍白天面向主婦的Wide Show領域較晚。和NET電視台在1964年就開始播出《晨間秀》相對，日本電視台直到1969年才開始在午前播出類似節目:160。但在午後的資訊節目方面，日本電視台在1968年開始播出的《午間Wide Show》請來當時剛當選參議員的青島幸男和橫山Knock擔任主持，一時引發話題:26。播出於1987年至2007年的《午後○○盡情地電視》主要以健康話題為節目題材，長期佔據日本電視台的午間時段:22-23。自1993年開始播出的《THE WIDE》在當時午後的Wide Show節目中，率先強化新聞節目色彩，成功鎖住其上一個節目《午後○○盡情地電視》的觀眾，在收視率上獲得佳績:58-59。2023年開始，日本電視台平日上午播出的Wide Show類型節目是《DayDay.》，接替之前播出長達17年的《豁然開朗》及《BAGUETTE》，午後播出讀賣電視台製作的《情報Live 宮根屋》。
和白天的資訊節目相比，日本電視台在深夜Wide Show節目方面獨占鰲頭，其自1965年開始播出的《11PM》是日本第一個主要面向男性的深夜Wide Show節目，且取得巨大成功，開創了深夜電視這一之前的不毛地帶:20。該節目融合了新聞、娛樂、成人等多種要素，獲得男性觀眾的好評，持續播出至1990年:14-17。但《11PM》也因其節目內容包括成人部分，遭到教育團體的批評:80-81。

### 電視劇
在日本電視劇的黎明期，日本電視台在1955年播出了日本第一個帶狀連續劇節目《轟先生》:77，並製作過《山一名作劇場》這一改編文學名著的實驗性電視劇:26-27。1957年播出的《電話110》是日本第一部警察題材的電視劇，並獲得警察廳長官賞:28。1950年代後期，伴隨技術的進步，日本電視台開始製作彩色電視劇，以及利用錄影帶製作電視劇:30-31。在開播初期，由於電視節目資源不足，日本電視台還播出過大量外國電視劇，其中代表作有《爸爸什麼都知道》:32-33。
在1960年代，家庭題材佔據了日本電視台電視劇的主流:151-154，但青春題材等新領域的電視劇也開始出現:74-75。1970年代初期，日本電視台播出的《誰的孩子》、《向日葵之詩》等電視劇取得高收視率:22，使得「體育的NTV」（スポーツのNTV）這一偏男性的形象得到改變，開始有「電視劇的NTV」（ドラマのNTV）之稱:232-236。1972年，石原裕次郎主演的《向太陽吶喊!》取得空前成功，一度獲得42.5%的高收視率:237。該電視劇播出長達14年，總集數達718集:6-9。受到《向太陽吶喊!》的成功影響，日本電視台在1970中後期的電視劇多以青春、警察題材為主:18-21。1978年，日本電視台播出的開播25週年紀念電視劇《西遊記》是日本第一部赴中國拍攝的電視劇，其製作費高達10億日元，平均收視率也達到22.5%，並成功銷往英國BBC播出:25。日本電視台在1985年播出的時代劇《忠臣藏》的後篇收視率達15.3%，創下當時與《紅白歌合戰》同時播出節目的收視率紀錄:6-7。此外，2小時的懸疑劇《週二懸疑劇場》:68-69、連續劇《危險刑警》:74-75也是這一時期日本電視台在電視劇領域的亮點。
1990年代之後，日本電視台製作了眾多高收視且引發巨大社會反響的電視劇。《無家可歸的小孩》取得了24.7%的平均收視率，其台詞「同情的話就給錢！」（同情するなら金をくれ！）更獲得了新語、流行語大賞，以至於製作了續集和劇場版:60。由酒井法子、大澤隆夫、竹野內豐主演的《白色之戀》雖然初期收視不佳，但之後卻水漲船高，得以在之後製作特別篇及續集:62。1993年播出的《同窗會》是日本第一部以同性戀為題材的電視劇:63。改編自渡邊淳一名作的《失樂園》因其題材而掀起話題，並取得平均收視率20%以上的佳績:71。
日本電視台現在主要的連續劇時段包括週六9點連續劇、週六10點連續劇、週日連續劇。土劇9繼承週三連續劇時段，主要播出女性向題材的電視劇。代表作包括志田未來主演，以未成年懷孕及出產為主題，獲得銀河賞的《14歲媽媽》；篠原涼子主演，聚焦泡沫經濟崩潰後日本勞動關係變化的《派遣女王》；松嶋菜菜子主演，最終回收視率達40%的《家政婦三田》。週六連續劇則以家庭向題材為主。製作過3季且均保持高收視率，引發社會現象的《極道鮮師》:70、由天海祐希主演，獲得向田邦子賞的《女王的教室》、堀北真希的成名作《野豬大改造》是這一劇場的作品。週日連續劇是日本電視台在2015年新開設的連續劇时段，以動作、懸疑類題材為主。由原田知世和田中圭主演，在2019年播出的《輪到你了》是週日連續劇第一部播出半年的連續劇，並創下迄今最高收視紀錄。

### 綜藝節目

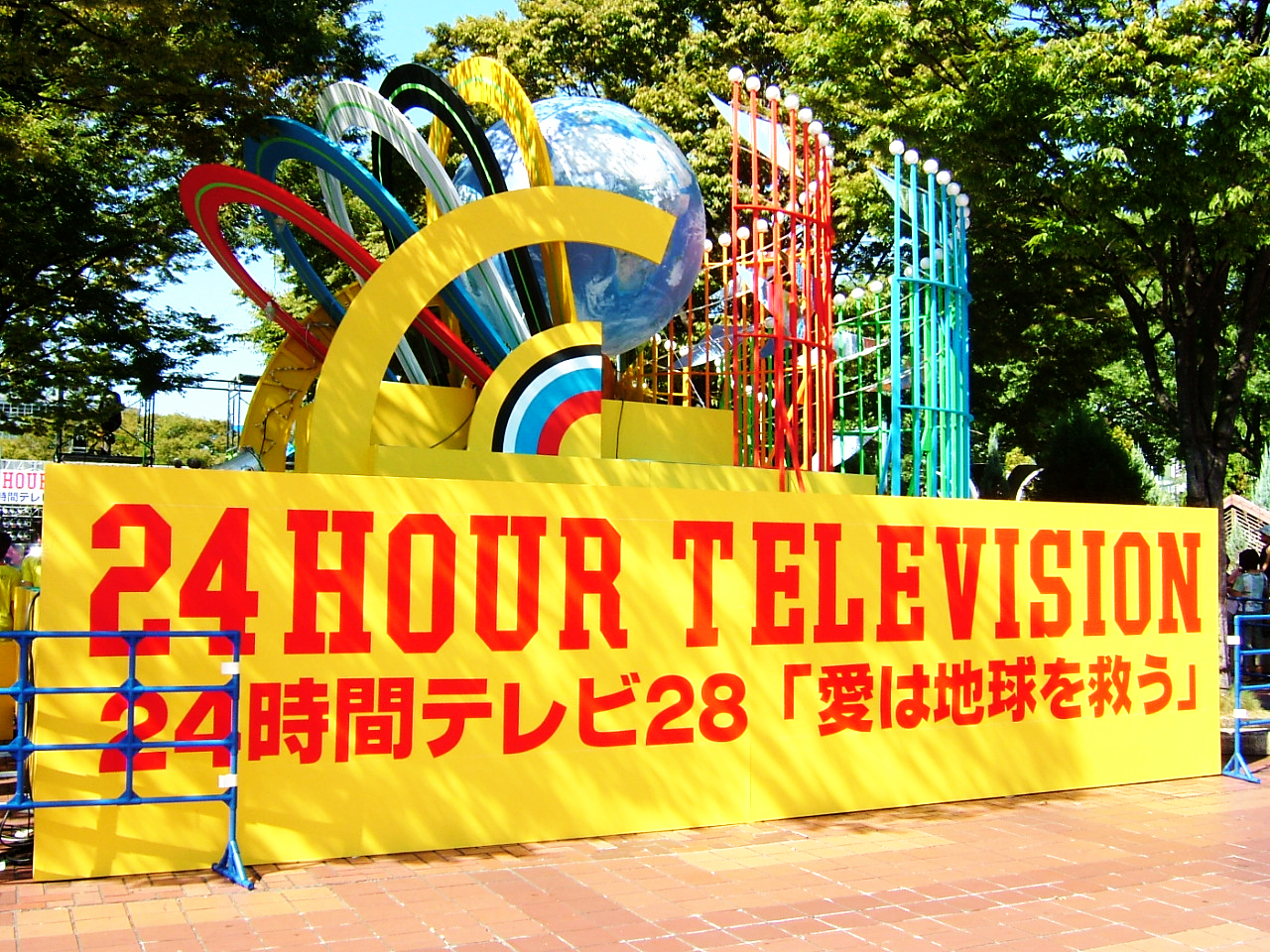
24小時電視「愛心救地球」是日本電視台最成功的大型特別節目

日本電視台的第一個綜藝節目是《什麼都試試看》，這個節目也是日本開放觀眾參加拍攝類節目的先驅:73-74。在1960年代，日本電視台的具代表性綜藝節目有《短劇55號的打倒對手節目！》、《巨泉×前武粗暴90分!》，以及自1966年開始播出至今的《笑點》:156-157。其中《巨泉×前武粗暴90分!》的收視率在開播之後連續五週超過20%，之後多次超過30%:156。巨泉×前武粗暴90分以「1分讓你笑3次」為口號，雖只播出了半年，但憑藉破格的預算和嶄新的構成而在當時日本電視界掀起旋風:2-5。然而同樣在1960年代，日本電視台的《唱歌跳舞大合戰》、《明星臉秀》等節目被認為是低俗綜藝節目的濫觴:26。1979年，日本電視台開始播出《超級變變變》（全日本仮装大賞）至今，現在成為日本電視台具代表性的特別節目:66。1980年代，日本電視台憑藉音樂選秀節目《明星誕生!》（後述）的成功經驗，開始製作播出搞笑藝人的選秀節目《笑星誕生!》，並通過該節目發掘了隧道二人組、小內小南等搞笑藝人:68。
在1990年代，日本電視台製作了眾多取得收視率成功的競猜節目，其中代表作有《世界買賣競猜》:12和《魔法頭腦力量!!》:13。日本電視台在1990年代初期推出的「笑撃的電影箱」板塊以節目充滿創意而著稱:25。其中播出於1992年至2002年的《前進!電波少年》引發其他各台效仿，並登上美國紐約郵報:14-15。而從1989年播出至今的《DOWN TOWN之不能給小孩的工作！》是搞笑組合DOWN TOWN開始在東京爆紅的契機節目:24。其派生的《絕對不能笑系列》成為日本電視台在2003年至2020年的每年除夕（12月31日）夜播出的特別節目。此外日本電視台自1990年代後期取得過高收視率的綜藝節目還有清談節目《伊東家的食桌》:8、明石家秋刀魚的冠名節目《跳躍的秋刀魚大人》:21、美食主題的《料理東西軍》:23、NINETY-NINE的冠名節目《GURU GURU 99》:23等節目。日本電視台還將其人氣綜藝節目的形式銷售至海外。如真人秀節目《金錢之虎》就成功在包括英國、美國、中國在內的超過20個國家製作了本地版本。
日本電視台近年在週日晚間的綜藝節目競爭上具有優勢。週日晚間7點的《THE鐵腕DASH》由偶像團體TOKIO出演，在1995年播出之初是於週四深夜23:25播出的節目，但憑藉高收視率而自1998年開始在週日晚間19點播出:6-7。該節目融合了紀錄片節目的色彩，多年被日本民間放送聯盟選為希望青少年觀看的節目。晚間8點的《阿Q冒險中》自2007年開始播出，前身節目是《猜謎發現綜藝 ItteQ!》，同樣主要面向家庭觀眾，和日本電視台其他眾多高收視率節目類似，在時間表編排上導入了市場營銷戰略，成為和NHK大河劇分庭抗禮的節目。晚間9點的《超人氣法律諮詢事務所》在2000年開始以特別節目試播，並自2002年開始播出常規版:22。雖然節目內容已和初期的法律主題大相徑庭，但仍維持高收視率，亦成為前大阪府知事橋下徹獲得人氣進入政界的契機。2017年，上述三檔節目民營電視台黃金時段綜藝節目收視率三甲。週日晚間10點的《時尚主義》由資生堂獨家贊助播出，是日本電視台現在具代表性的談話節目。以《月曜夜未央》為代表的「白金之夜」是日本電視台主要的深夜節目時段，這一時段的高收視率節目帶動日本電視台在23點之後深夜時段的收視率在近年超過朝日電視台，成為深夜綜藝的王者。

### 音樂節目
1958年，日本電視台開始播出《光子之窗》節目，也是日本第一個音樂綜藝節目:88。播出於1961年至1972年的《肥皂泡假日》的收視率長期穩定超過20%，是日本電視台在1960年代最具代表性的音樂綜藝節目:2-5。1962年至1965年之間播出的《HoiHoi音樂學校》是日本最初的音樂選秀節目:64。日本電視台在之後汲取該節目的製作經驗製作的《明星誕生!》（播出於1971年至1983年）是日本最為成功的音樂選秀節目之一，捧紅了包括花中三人組（森昌子、櫻田淳子、山口百惠）、粉紅淑女、小泉今日子、中森明菜在內的眾多藝人，堪稱改變日本流行音樂史的節目:10-13，並且創出27.1%的收視率記錄:92。而山口百惠的引退演唱會因此也是在日本電視台播出:73。1980年代的《THE TOP10》和《歌之TOP10》是日本電視台具代表性的音樂排行榜節目:62。2024年3月，日本電視台在週六黃金時段播出《with MUSIC》，再次在黃金時段播出大型音樂節目。
日本電視台在邀請外國巨星來日上亦有值得特筆之處。1966年，日本電視台獨家轉播披頭四樂隊在日本武道館的公演，創下56.5%的收視率，引發轟動。1987年，日本電視台在邀請麥可·傑克森來日進行巡演的過程中亦發揮了重要作用:89-90。

### 體育節目

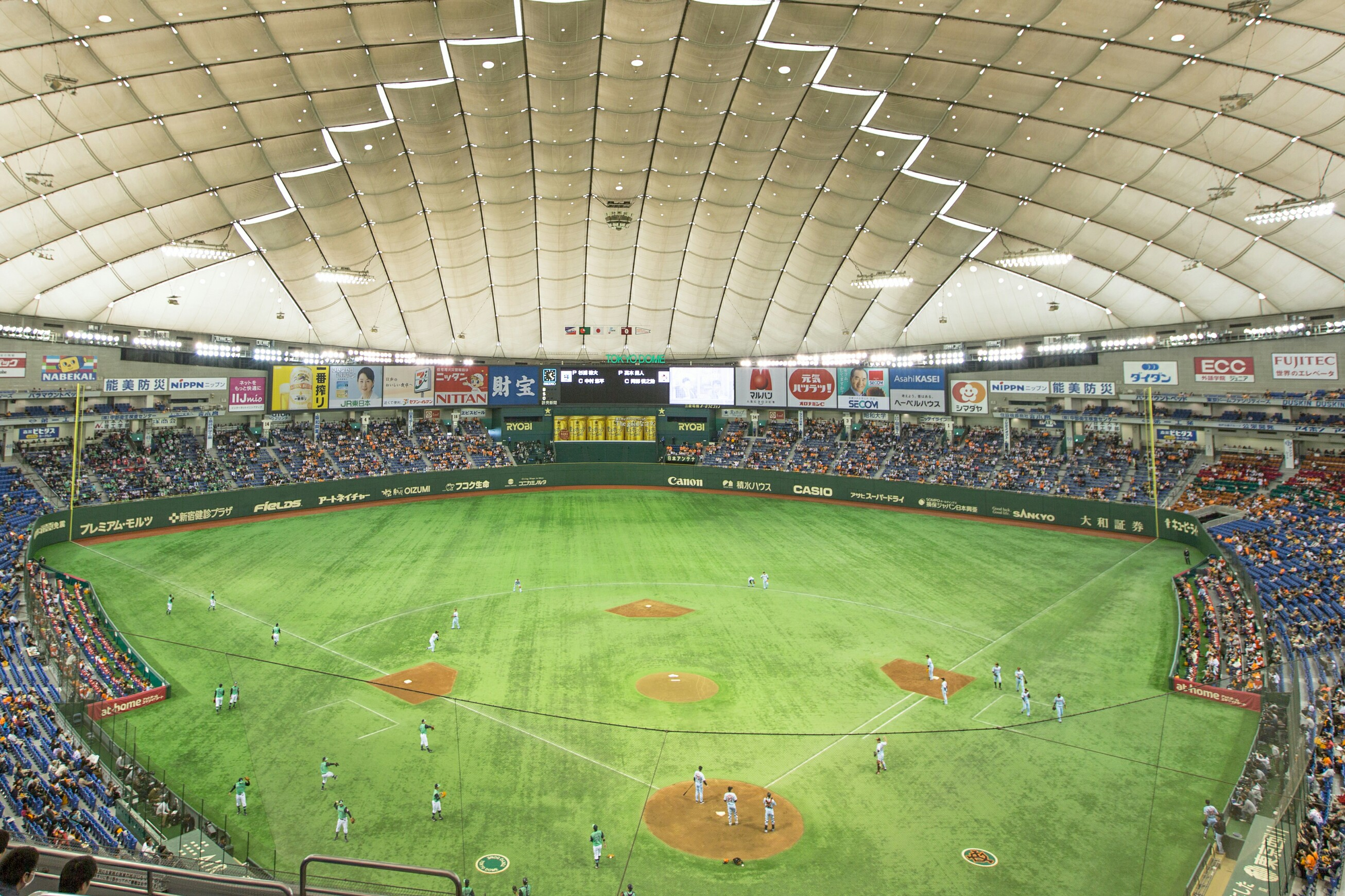
讀賣巨人隊的職棒賽事轉播是日本電視台的重要節目

由於日本電視台在開播之初壟斷職業棒球巨人隊主場比賽這一人氣節目，因此日本電視台長期視體育節目為重點領域:69-70。在日本電視台開播初期，格鬥技、棒球和大相撲直播佔據了日本電視台絕大部分高收視率節目:172。1960年代初期，日本電視台在每週二、三、四、六、日晚間均轉播職業棒球比賽，播出場次遠超其他各台:143。在1970年代，日本電視台每年轉播的晚間棒球比賽雖然減少到約55場，但仍維持17-18%的高收視率:231。這一時期也是讀賣巨人的長島茂雄及王貞治最為活躍的時期，日本電視台亦播出了兩名球員的特別節目，並在棒球轉播中引入了新的轉播手法:58-59。但在2000年代之後，由於收視率下降，日本電視台在無線電視的棒球轉播場次急劇減少，棒球轉播主要轉移至日本電視台所有的衛星電視頻道。2020年，日本電視台只在無線電視轉播20場日本職業棒球比賽，而BS日本則轉播51場，日本電視台G+轉播60場比賽。
除了棒球之外，拳擊、職業摔角等格鬥技節目也是日本電視台重點播出的體育類節目。1954年，日本電視台直播力道山的角力節目，令各街頭電視在轉播時聚集眾多人群觀看，引發社會現象:70-71，並創下64%這一日本電視台迄今最高收視率紀錄。但在1960年代後期之後，格鬥技節目的收視率大幅下降，轉播場次也隨之減少:231。日本電視台在開播初期還涉獵相撲、橄欖球、高爾夫球的轉播，並在1958年轉播了第三屆亞洲運動會:72-73。
自1987年開始，日本電視台獲得了箱根驛傳的轉播權:8-11。現在該節目已經是日本電視台每年新年固定播出的高收視率節目，近年每年穩定取得28%以上的收視率。1991年，日本電視台獨家轉播了在東京舉辦的第三屆世界田徑錦標賽:16-17。1971年，在足球尚未成為日本主流體育項目的環境下，日本電視台就開始轉播全國高等學校足球錦標賽:232。1993年，日本電視台又率先開始在無線電視轉播足球J聯賽:28。2002年，日本電視台參與了日本及韓國合辦的2002年國際足總世界盃轉播:61。自2007年開始，日本電視台獲得世界盃橄欖球賽在日本的轉播權。2019年，日本電視台和NHK共同轉播了在日本本國舉辦的世界盃橄欖球賽，獲得收視佳績，成為這一年日本電視台維持收視三冠王的重要因素。

### 紀錄片
播出於1958年至1962年的《二十世紀》是日本電視台第一個紀錄片節目:41。1962年，日本電視台《紀實劇場》播出的紀錄片「老人與鷹」（老人と鷹）獲得了坎城影展電視電影部門獎項的肯定:6-7。紀實劇場在之後也播出過《軍雞師》、《被遺忘的皇軍》（忘れられた皇軍）等獲獎作品:8。該節目在1965年播出的《南越海軍大戰戰記第一部》（南ベトナム海兵大隊戦記）因血腥場面引發日本政府施壓，導致未能播出第二部及第三部，在當時引發爭議:9。由日立製作所獨家贊助播出的《精彩的世界旅行》自1966年開始播出至1990年，專注於介紹世界各地的風土人情:25。該節目在第一期就獲得23%的收視率，在海外旅行尚未普及的當時獲得好評:32-35。1988年，日本電視台實現了世界電視史上第一次從珠穆朗瑪峰山頂進行電視直播的紀錄:2-5。播出於1991年至2005年的《超級電視情報最前線》是當時民營電視台少有的在晚間黃金時段播出的紀錄片節目:55。
日本電視台現在主要的日本國內旅行節目包括由讀賣電視台製作，自1970年開始播出至今的《想去遠方》:78；以及以鐵路旅行為主題的《途中下車之旅》:56。自1970年開始播出的《NNN紀錄片》由NNN各加盟台製作:33。該節目是日本第一個獲得國際艾美獎的節目，並且率先報道了網咖難民等社會問題。

### 電影節目
在日本電視業的初期，日本國產電影佔據了節目表的很大比例。但隨著電視觀眾的增加引發電影觀影人數減少，日本國內電視和電影業界兩者的關係在1950年代後期轉入對立，各大電影公司大幅減少或停止向電視台提供電影:84-85。日本電視台也受到這一對立的影響，在1950年代末期開始大量播出美國的電視電影，以取代日本國產電影。其代表作有《希區柯克劇場》等作品:86-87。1975年10月，日本電視台耗資6億日元，購得美國電影鉅作《亂世佳人》播映權，成為世界上第一個播出該作品的電視台，並取得38.9%的高收視率:237-238。1972年，日本電視台開始播出《週三電影院》:28。該節目及其後身《週五電影院》是日本電視台最主要的電影節目:28-29。該節目播出過的吉卜力工作室電影（《神隱少女》、《魔法公主》、《霍爾的移動城堡》、《崖上的波妞》等作品）、《釣魚迷日記》系列、《鐵達尼號》、《大白鯊》、《教父》、《幸福的黃手絹》等鉅作均取得過收視佳績:28。《神隱少女》在2003年播出時獲得過46.9%的高收視率，是日本收視率最高的電影:111。2010年，《週五電影院》在播出25週年之際播出了包括《歌劇魅影》在內的「愛與幻想」主題系列電影。

### 動畫及兒童節目
日本電視台進軍動畫市場較晚，其在1968年播出的首個動畫節目《巨人之星》雖曾記錄36.7%的超高收視率:91，但並非由自己製作，而是聯播網成員讀賣電視台的作品:155。在1960至1970年代，日本電視台播出的主要動畫節目有《超人》、《天才傻瓜》、《Q太郎》、《魯邦三世》:238；以及和《巨人之星》同屬體育題材的《虎面人》:31；科幻題材的《宇宙戰艦大和號》第一部及第二部:76。1977年，日本電視台播出了世界第一部立體動畫《咪咪流浪記》:75。1980年代後，日本電視台動畫節目的題材更加多樣化，播出了《金肉人》、《美味大挑戰》、《魔法之星愛美》、《魔神英雄傳》、《城市獵人》（讀賣電視台製作）等新類型的作品:76-79。自1988年開始播出的《麵包超人》成為日本兒童的國民級節目:64。由讀賣電視台製作的《名偵探柯南》自1996年開始播出至今，在日本國外亦具有影響力:66。日本電視台亦積極參與在其平台播出的動畫節目的劇場版製作:68。
日本電視台具代表性的兒童節目有播出於平日晨間的《早安兒童秀》（1965年至1980年播出）:28、平日午間的《Romper Room》（1963年至1979年播出）:29。但現在日本電視台並未在無線電視播出兒童節目。

## 攝影棚

### 日本電視台大廈

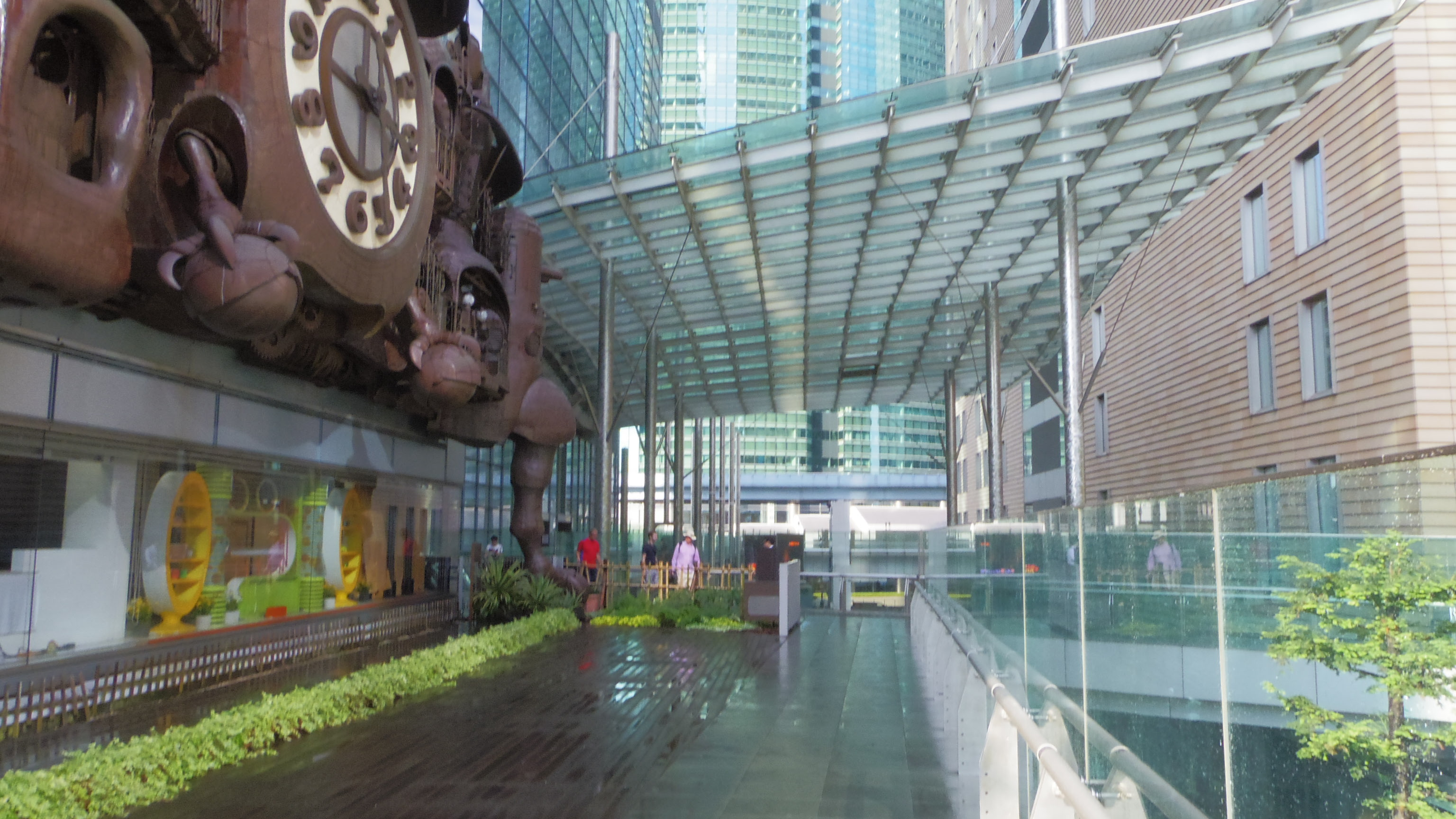
日本電視台大廈平台

在1990年代「NTV廣場」開發計劃擱淺之後，日本電視台內曾有建議搬遷總部至新宿區的原本計劃用於建設「NTV廣場」的土地，並在該地修建新總部大樓:89。但時任社長氏家齊一郎決定參與汐留的再開發計劃，購得交通比新宿社有地更便利的國鐵汐留站內約1,000平方公尺的土地，用於修建新總部:89。新總部名稱「日本電視台大廈」（日本テレビタワー）是從公司職工及關係者中徵集的457個方案中選出。
日本電視台大廈由建築家理查·羅傑斯和三菱地所合作設計，地下二層至地上二層的部分開放一般民眾參觀:4。大樓高196米，地下4層，地上32層；節目製作空間集中在大樓15層以下的低層部分，辦公空間則集中在高層部分:2-3。大廈5層設有報道局各部門及報道攝影棚，可隨時應對突發新聞:4。大廈內共設有11個攝影棚：S1和S2攝影棚位於第13層，用於收錄綜藝、新聞和信息節目:80-81；S3和S4攝影棚位於第9層，用於收錄新聞和信息節目:80-81；新聞攝影棚位於第5層，和報道局在同一樓層，可隨時應對突發新聞:4；SV攝影棚位於第13層，是虛擬攝影棚:80-81；位於第15層的SKY1、SKY2和第32層的Tower Top攝影棚可一覽東京都心景色:80-81；位於第二層的My Studio以及位於大廈外側的0號攝影棚（ゼロスタジオ）都是公開攝影棚，主要用於收錄資訊節目:80-81。

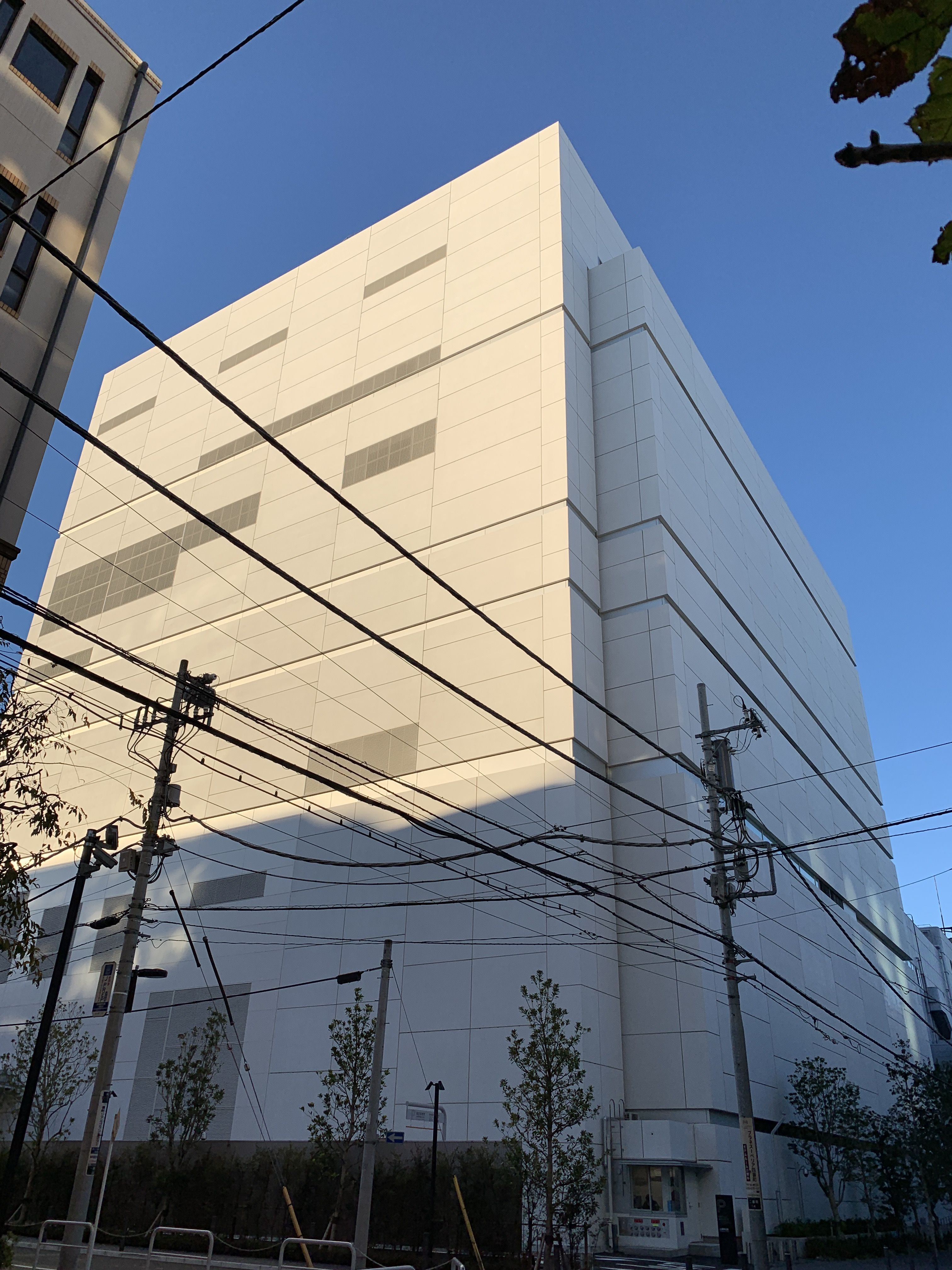
番町攝影棚

### 麴町分室及番町攝影棚
日本電視台自開播至搬遷到汐留之前，總部一直位於千代田區二番町。在開播初期，日本電視台總部只有3個攝影棚:61。1956年，日本電視台總部進行了第一次擴建，攝影棚增加至6個，其中最大的第4攝影棚的面積達396平方公尺:61。1959年，為應對彩色電視的播出需要，日本電視台耗資1.8億日元，修建了擁有兩個攝影棚的彩色電視中心:127。1968年4月，日本電視台西本館總部大樓竣工:92。該建築地上部分有8層，地下部分有2層:92。
1975年，日本電視台決定購買位於總部附近的舊IBM大樓土地，在總部原址上修建新大樓:265。1978年8月，日本電視台南本館竣工:265。該建築地上部分有10層，地下部分有3層，由大林組及清水建設施工:304。建築的7層由營業部使用，9層及10層由總務和人事部使用:92。地下部分設有儲藏VTR及膠片的空間，4層設有新聞中心:90。此後日本電視台還在總部附近修建了日本電視台第一別館及日本電視台四番町別館:266。1982年，日本電視台在建築原地拆除重建的本館及北本館竣工:90，並新建了東本館:305。
在日本電視台總部搬遷至汐留之後，由於其內部建築面積較小，因此千代田區二番町的舊總部仍然繼續得到使用，並改名為麴町分室。在2014年之前，麴町分室還設有BS日本的總部及訊號發射控制室。2010年，日本電視台購得麴町分室及別館群附近面積達2,600平方公尺的土地，開始計劃對麴町分室所在地區進行再開發。2018年8月，日本電視台在這裡修建的新攝影棚竣工，名為「日本電視台番町攝影棚」（日本テレビ 番町スタジオ）。新攝影棚設有C1、C2、C3、C4共4個攝影棚，在2019年1月正式開始啟用。麴町分室的建築在番町攝影棚竣工後被拆除，攝影棚機能轉移到番町攝影棚。

### 生田攝影棚

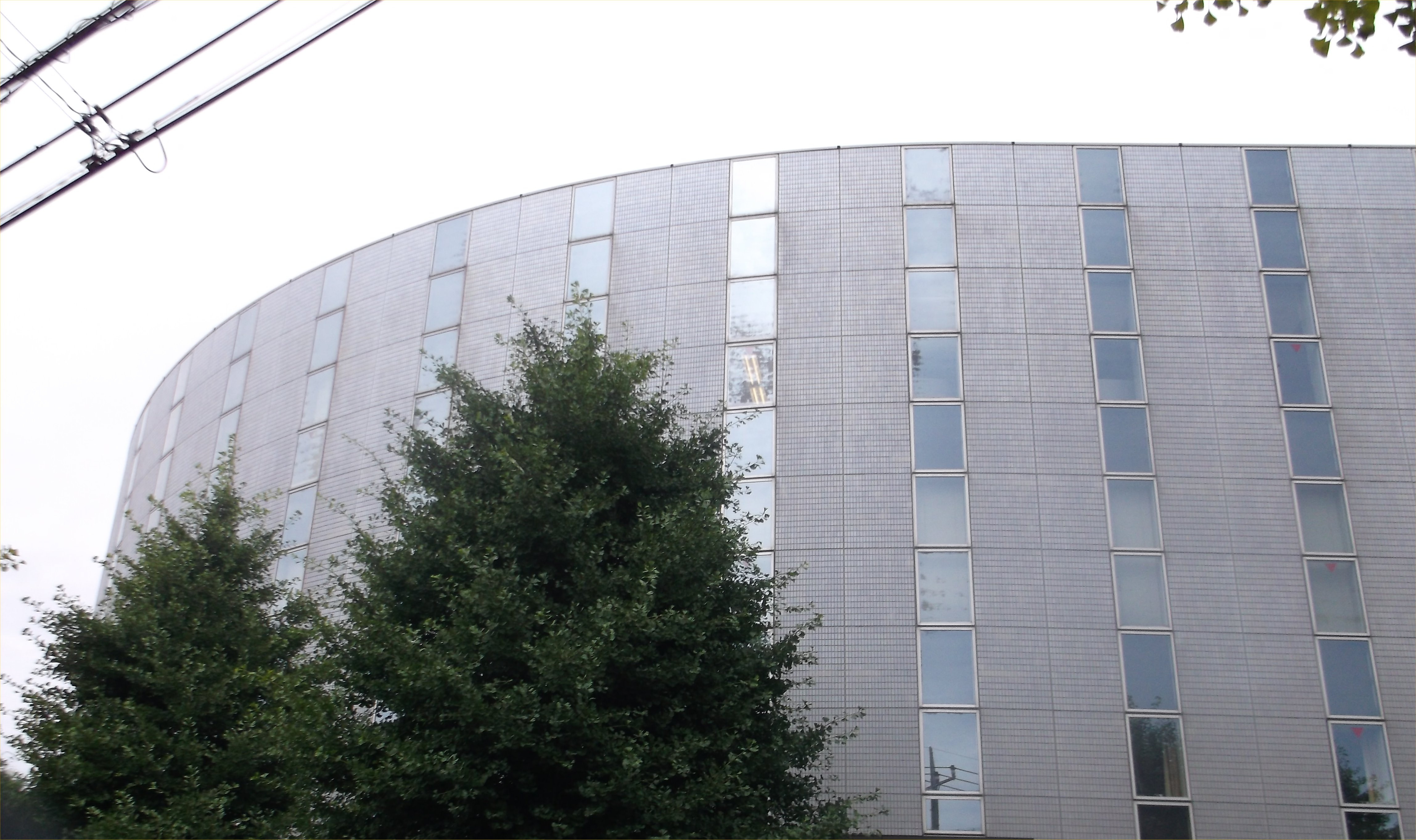
日本電視台生田攝影棚外觀

1964年7月，日本電視台在讀賣樂園修建了高四層的生田攝影棚:134。生田攝影棚最初擁有兩個攝影棚，其中第一攝影棚可以容納1,000名觀眾，是當時世界最大的公開電視攝影棚:134。兩個攝影棚在開業一年之內就製作了515次節目:90。1972年，日本電視台耗資1億日元，在生田攝影棚新設了時代劇專用攝影棚:91。
1984年至1989年，日本電視台拆除了既有的舊建築，在原地新建新的生田攝影棚:90。新的生田攝影棚有一半以上的部分位於地下，擁有3個大型攝影棚。第一攝影棚位於攝影棚大樓的4層，面積達861平方公尺，在番町攝影棚竣工之前是日本電視台最大的攝影棚，專門用於拍攝電視劇:90。第二攝影棚的面積達707平方公尺，同樣是電視劇專用攝影棚:90。第三攝影棚的面積有704平方公尺，主要用於收錄綜藝節目:90。生田攝影棚亦具有日本電視台的預備用廣播中心的功能，當日本電視台總部因地震等原因無法發出訊號時，可從生田攝影棚播出節目:90。

## 大型活動
日本電視台在搬遷至汐留後於每年夏季在總部附近舉辦大型活動。舉辦於2004年至2009年的GO!SHIODOME大露營是一個觀眾可免費參與的大型活動。2010年至2014年，日本電視台的夏季大型活動和汐留SIO-SITE的大型活動統合為汐博。「汐博」還在12月舉辦了冬季版。日本電視台在夏季舉辦的大型活動在2015年後更名為超☆汐留天堂!。除了暑假期間的大型活動之外，日本電視台還於2005年至2014年在4、5月的黃金周時期舉辦日視黄金週間活動。

## 製作電影

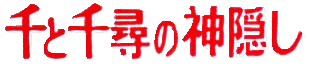
日本電視台是奧斯卡金像獎最佳動畫片神隱少女的共同製作單位之一

日本電視台出資參與製作的第一部電影是1979年的《凡爾賽玫瑰》:80。此後日本電視台製作的《學校》、《敦煌》、《談談情跳跳舞》、《黄昏清兵衛》等作品獲得過日本電影學院獎最優秀作品獎:82。日本電視台和宮崎駿在《魯邦三世》的製作過程中結緣，使得日本電視台和吉卜力工作室有著非常緊密的關係:68。1989年的《魔女宅急便》是日本電視台參與製作的第一部吉卜力電影:68。這部電影吸引了264萬名觀眾觀看，是之前吉卜力作品的近3倍，這一成功也是兩者願意持續合作的動力之一:69。此後日本電視台持續與吉卜力工作室共同製作電影，並擁有這些電影在日本國內電視平台的獨家播映權:14-17。憑藉長期以來的密切合作關係，日本電視控股在2023年9月21日宣布取得吉卜力工作室42.3%的股權，使其成為日本電視控股的子公司。
2000年代後，日本電視台出資或參與製作的主要電影有獲得第31屆日本電影學院獎最優秀作品獎的《東京鐵塔：我的母親父親》；《永遠的三丁目的夕陽》系列電影；2019年日本票房第一的國產非動畫電影《王者天下》。《舞妓哈哈哈》、《柴犬奇蹟物語》是由日本電視台員工導演的電影作品。

## 爭議事件

### 收買收視率事件
為提高自己製作節目的收視率，一位日本電視台員工（擔任綜藝節目的製作人）曾委託埼玉縣的偵探業者尾隨收視率調查公司Video Research的車輛，以發現收視率調查樣本戶家庭。此後該員工和23戶收視率調查樣本戶聯繫，用金錢請求樣本戶家庭收看自己製作的節目，以提高收視率。共有23戶調查樣本戶被收買。涉及節目則有6個。這一事件在2003年10月被爆光。收買收視率的事件使日本電視台收視率至上的企業文化備受質疑，並受到了其他各台的批判。總務省也對日本電視台做出行政指導。日本電視台在同年11月舉辦記者會，時任日本電視台社長萩原敏雄雖然公開致歉，但表示收視率仍然是衡量媒體價值的唯一指標。

### 《SEXY田中小姐》原作者自殺事件
日本電視台在2023年播出由漫畫改編的電視劇《SEXY田中小姐》。2024年1月26日，漫畫原作者蘆原妃名子在社交媒體X上發文，暗示和日本電視台就劇本改編存在對立。然而1月28日，蘆原在網上刪文，並在翌日發現遺體，疑似自殺。日本電視台對原作肆意的改編被認為是導致蘆原自殺的原因之一，且事後反應被批冷淡，引發網民的大量批判。日本電視台在同年2月表示將設立獨立於電視劇製作部門之外的特別調查隊，以調查事件經緯。

## 註释
1. ↑  「三冠」指全日（6:00-24:00）、黃金時間（19:00-22:00）、晚間時段（19:00-23:00）三個時段皆獲得收視率第一。

## 外部鏈結
- 官方网站 
  - 日本電視台企業網站 （页面存档备份，存于）
- 日本電視台的Facebook專頁
- YouTube上的日本電視台頻道
- YouTube上的日本電視台頻道
- 日本電視台的X（前Twitter） （日語）